# Carlos Secretário
Carlos Alberto de Oliveira Secretário (Aveiro, 12 maggio 1970) è un allenatore di calcio ed ex calciatore portoghese, di ruolo difensore.

## Carriera
Con la divisa del Porto ha vinto tra l'altro una Coppa UEFA (2002-2003) e una Champions League (2003-2004).
Tra il 1994 e il 2002 ha vestito per 35 volte la divisa della Nazionale portoghese, prendendo anche parte al campionato d'Europa 1996 e al campionato d'Europa 2000.

## Palmarès

### Competizioni nazionali
- Campionato portoghese: 6

Porto: 1994-1995, 1995-1996, 1997-1998, 1998-1999, 2002-2003, 2003-2004
- Campionato spagnolo: 1

Real Madrid: 1996-1997
- Coppa di Portogallo: 5

Porto: 1994, 1998, 2000, 2001, 2003
- Supercoppa di Portogallo: 5

Porto: 1994, 1998, 1999, 2001, 2003

### Competizioni internazionali
- Coppa UEFA: 1

Porto: 2002-2003
- UEFA Champions League: 1

Porto: 2003-2004